# Jack Bankowsky
Jack Bankowsky je americký kritik umění a kurátor. V roce 1992 nahradil Idu Panicelliovou na místě šéfredaktora uměleckého magazínu Artforum. Ve funkci setrval až do roku 2003, kdy jej vystřídal Tim Griffin. V menší míře s magazínem spolupracoval i po své rezignaci na post šéfredaktora. V roce 1994 spoluzaložil sesterský magazín Bookforum, věnovaný literatuře; v letech 1996 až 1998 byl jeho šéfredaktorem. Působil v porotách na veletrhu umění Geisai Takašiho Murakamiho a také v porotě Benátského bienále. V roce 2010 byl jedním z kurátorů výstavy Pop Life: Art in a Material World. Byl hostujícím přednášejícím na Yaleově univerzitě (2004–2005) a Kalifornské univerzitě v Los Angeles (2008).

## Publikace
- Where Are We Going?: Selections from the Francois Pinault Collection (2006)
- Richard Prince (2007)
- Pop Life: Art in a Material World (2009)
- Pop Life: Warhol, Haring, Koons, Hirst (2010)
- Rachel Harrison: Museum with Walls (2010)
- No Substitute (2011)
- Jennifer Bolande: Landmarks (2011)
- Wade Guyton, Guyton\Walker, Kelley Walker (2014)
- Sculpture After Sculpture: Fritsch, Koons, Ray (2015)
- Jordan Wolfson: Manic / Love / Truth / Love (2018)